# Megacyllene chalybeata
Megacyllene chalybeata är en skalbaggsart som först beskrevs av White 1855.  Megacyllene chalybeata ingår i släktet Megacyllene och familjen långhorningar. Inga underarter finns listade i Catalogue of Life.